# Snow Harp
Koordinaten: 36° 38′ 4″ N, 137° 51′ 27,3″ O
Das Snow Harp ist ein Langlaufstadion in Hakuba, Japan.

## Geschichte
Das Snow Harp wurde 1994 anlässlich der Olympischen Winterspiele 1998 in Nagano errichtet und am 28. November 1996 eröffnet. Während den Spielen fasste es 20.000 Zuschauer und war Austragungsort der Skilanglaufwettkämpfe und des Langlaufs in der Nordischen Kombination. Es verfügte zu diesem Zeitpunkt über eine Loipenlänge von 19 Kilometern und eine Breite von 6 Metern. Im August wurde festgestellt, dass eine geschützte Habichtart in den Wäldern rund um das Stadion nisteten. Aus diesem Grund wurde vom ursprünglichen Plan 4 Rundkurse à 5 Kilometer zu errichten auf 3 Kurse reduziert. Im Start- und Zielbereich des Stadions wurde eine Videowand sowie ein Gebäude errichtet, welches zur Organisation der Wettkämpfe genutzt wurde. Für die Athleten und die Presse wurden temporäre Einrichtungen erschaffen. Ebenso temporär waren Zuschauertribünen und Brücken im Start- und Zielbereich. Die Brücken, welche den Zuschauerverkehr unter den Loipen hindurch leiteten wurden aus Holz gebaut, welches von Bäumen stammte, die für die Loipen gefällt wurden. Zudem wurden zum Ausgleich der Rodungsarbeiten circa 42.000 neue Bäume gepflanzt.
Inzwischen ist nur noch das Hauptgebäude des Stadions erhalten.

## Kurse
|                  | Kurs A | Kurs B | Kurs C |
| ---------------- | ------ | ------ | ------ |
| Höhe Start/Ziel  | 770 m  | 770 m  | 770 m  |
| Länge            | 5006 m | 5025 m | 4990 m |
| Maximale Höhe    | 860 m  | 835 m  | 804 m  |
| Minimale Höhe    | 762 m  | 760 m  | 747 m  |
| Höhenunterschied | 98 m   | 75 m   | 57 m   |
| Längster Anstieg | 44 m   | 67 m   | 40 m   |
| Gesamtanstieg    | 195 m  | 214 m  | 180 m  |